# Bykowiec (obwód homelski)
Bykowiec (biał. Быкавец, Bykawiec, ros. Быковец, Bykowiec)  – dawna wieś na Białorusi, w obwodzie homelskim, w rejonie wieteckim, około 15km na północny wschód od Wietki i 34 km od Homla.
W wyniku katastrofy w elektrowni jądrowej w Czarnobylu i skażenia promieniotwórczego mieszkańcy wsi zostali przesiedleni.
Wieś została oficjalnie zlikwidowana w 2011 roku.